# Джафаров, Идрис Хикмет оглы
Идрис Хикмет оглы Джафа́ров (азерб. İdris Hikmət oğlu Cəfərov; также Идрис Хикметович Джафаров; род. 21 апреля 1983, Баку, Азербайджанская ССР, СССР) — Азербайджанский музыкальный продюсер, бывший телеведущий, журналист, «Ведущий года» (2009).
В 2005 году был номинирован в номинации «Останкино». В 2007—2013 годах был продюсером заслуженного артиста Азербайджана Заура Амирасланова, в 2015—2022 годах Чингиза Мустафаева, в 2018—2022 годах румынского певца Сеяна.
Был автором и ведущим около 10 проектов на телевидении, руководил отделом шоу-программ на телеканале «Space». Джафаров является ведущим таких телепроектов, как «Çardaq», «Базар», «Три новости», «Music box», «Для тех, кто не спит», «Я тоже там», «Пан или пропан», «Давам я тамам» и другие развлекательные проекты для молодежи. Он также вел программы «Час культуры», являющуюся официальным проектом Министерства культуры и туризма Азербайджана, и «Абитуриент», являющуюся официальным проектом Государственной комиссии по приему студентов. В 2009 году он был удостоен премии «Ведущий года» как автор известных телепроектов в Азербайджане в 2000—2009 годах.
Был организатором концертов Гусейн Дарья, Зульфии Ханбабаевой, Фаига Агаева, L’One, Время и Стекло, Алессандро Сафина, Modjo, Seya, 2Unlimited, Чингиза Мустафаева, музыкальной группы Kaoma. Реализовал совместные проекты с рядом восточноевропейских музыкантов и многими звездами европейского шоу-бизнеса.

## Биография

### Ранние годы
Идрис Хикмет оглы Джафаров родился 21 апреля 1983 года в Баку. В 1999 году окончил лицей физико-математическим уклоном при Азербайджанском архитектурно-строительном университете.
В 2000 году он поступил в Азербайджанский институт учителей. В конце 1990-х, когда ему было 16 лет, он начал работать в первом в Азербайджане компьютерном журнале. Через год возглавил отдел рекламы делового журнала. В эти же годы привлек внимание телевидения и был гостем программы «Çardaq» на телеканале «Space» в связи со своей деятельностью. Ознакомившись с деятельностью Джафарова, руководство телеканала предложило ему сотрудничество в качестве продюсера. Джафаров вышел в эфир после прохождения двухнедельных курсов обучения в эфире телеканала. С этого же года начал работать корреспондентом на телеканале «Space».
Идрис Джафаров работает продюсером с 2000 года. Впервые в этом же году организовал концерт певицы Зульфии Ханбабаевой. После этого он сразу приступил к подготовке концерта Фаига Агаева. Так Джафаров вспоминает о тех днях:
В 18 лет я организовал концерт Зульфии Ханбабаевой. После чего сразу же приступил к подготовке концерта Фаика Агаева. Это было в 2000 году. Представьте, в ресторан, где должен проходить концерт Фаика Агаева, заходят представители налоговой службы. А у меня ни лицензии на организацию концертов, ни своей фирмы, на билетах  написал цену и поставил печать, которую нашел у папы. Меня оштрафовали, билеты изъяли. Это послужило мне уроком на будущее.
После того, как Идрис Джафаров начал работать корреспондентом на телеканале «Space», он стал ведущим программы «Çardaq», выходящей на телеканале. Именно в это время они познакомились с рэпером Гусейном Дарьей. В 2002—2003 годах Идрис Джафаров был продюсером рэпера Гусейна Дарьяна. Джафаров Гусейн говорит о временах, когда он работал с Дарьей, что, «Мы познакомились, когда я вел передачу „Çardaq“. Мне было 20 лет, когда мы организовали для него большой концерт на стадионе. Причем, не только в Баку, но и в Газахе и Гяндже. Было много интересных историй, заслуживающих отдельного интервью.»

### Карьера
В 2004 году Идрис Джафаров окончил Азербайджанский институт учителей по специальности «учитель начальных классов» и получил высшее образование. В 2005 году прошел курс новостной журналистики «Internews BBC». В том же году был номинирован в номинации «Останкино». В 2007—2013 годах был продюсером заслуженного артиста Азербайджана Заура Амирасланова. В 2008—2013 годах окончил Санкт-Петербургский государственный университет кино и телевидения (СПбГИКиТ) по специальности постановка телевизионных программ (режиссер телевидения), получил второе высшее образование.
В 2009 году он был удостоен премии «Ведущий года» как автор известных телепроектов в Азербайджане в 2000—2009 годах. Джафаров является ведущим таких телепроектов, как «Чердак», «Базар», «Три новости», «Музыкальная шкатулка», «Для тех, кто не спит», «Я тоже там», «Кастрюля или пропан», «Давам я тамам» и другие развлекательные проекты для молодежи. Он также вел программы «Час культуры», являющуюся официальным проектом Министерства культуры и туризма Азербайджана, и «Абитуриент», являющуюся официальным проектом Государственной комиссии по приему студентов.
Джафаров говорит о роли программ в его карьере:
Я стал более известен благодаря шоу «Базар». Люди из других слоев общества познакомились со мной благодаря программам «Час культуры» и «Я тоже там». Люди подходят ко мне на улице и высказывают свое мнение о «Часе культуры». Старшее поколение и государственные учреждения знают и смотрят на меня как на ведущую программы «Час культуры». Еще больше представителей шоу-бизнеса и певцов познакомились со мной на шоу «Базар», а рэперы и молодежь познакомились со мной на шоу «Я тоже там».
Являлся руководителем отдела шоу-програм на канале «Space». Снялся в двух фильмах известного режиссера Вагифа Мустафаева «Государственный Нефтяной фонд» и «Нефтяная история Азербайджана». В 2012 году награжден премиями в официальном проекте
Министерство молодёжи и спорта Азербайджана и в конкурсе «Золотой талант» в Батуми.
Идрис Джафаров был не только известным телеведущим, но и радиодиджеем. Последним радиоэфиром была передача «İdrisin təqdimatında» (рус. В презентации Идриса). О своей радиодеятельности Идрис Джафаров говорит: «Я работаю на радио более 4 лет, являюсь автором около 10 проектов на телевидении. Радио было ближе к народу, в нем было больше искренности и свободы. Успех радиопрограммы больше зависел от вас».
В октябре 2013 года Идрис Джафаров завершил свою работу на телеканале «Space». Затем он переехал в Польшу, а затем отправился в Словакию и Венгрию. Через некоторое время он решил посетить Киев. Учился в Украине с конца 2013 по май 2014, но из-за языкового барьера не имел возможности работать на телевидении и радио.
Идрис Джафаров впервые открыл компанию «AllEvents» вместе со своими друзьями. При этой деятельности он занимался заказом артистов в Азербайджане — в Баку. Привозили в Баку Лару Фабиан, Алессандро Сафина, Modjo и т. д. В 2016 году Идрис Джафаров стал соучредителем «Djafarov Creative» вместе с продюсером Рамином Джафаровым и стал самозанятым. Их сотрудничество закончилось в 2019 году.
Организовал несколько концертов азербайджанцев в Киеве — выступление Чингиза Мустафаева и концерт BahhTee. Идрис Джафаров сообщает о своей деятельности в Киеве, что «Кстати, мы организовали несколько концертов азербайджанцев в Киеве. Например, выступление Чингиза Мустафаева и концерт BahhTee. Я хотел, чтобы нас узнавали не только по мугаму и кухне. Но после пары неудач мне пришлось отказаться от этой затеи. Я понял, что кроме меня и моих друзей, это никому не нужно. И я вплотную занялся бизнесом.»
Он является автором музыкального проекта 2019 года «Любовь Ницца». В 2007—2013 годах был продюсером Чингиза Мустафаева, в 2018—2022 годах румынского певца Сеяна. При этом с 2015 года работает композитором. В целом концерты организовали Гусейн Дарья, Зульфия Ханбабаева, Фаиг Агаев, L’One, Время и Стекло, Алессандро Сафина, Modjo, Seya, 2Unlimited, Чингиз Мустафаев, музыкальная группа Kaoma. Реализовал совместные проекты с рядом восточноевропейских музыкантов и многими звездами европейского шоу-бизнеса.

### Личная жизнь
Идрис Джафаров был любителем двух аксессуаров — часов и очков. У него около 100 очков и 30-40 часов. Так как он фанат желтого цвета, то предпочитает больше желтого цвета в одежде. Джафаров говорит, что «любой элемент в моей одежде должен быть желтым. Этот цвет приносит мне удачу, и я покрасил стены отдельной комнаты в своем доме в чистый желтый цвет.»
Любит слушать все жанры музыки, но предпочитает жанры джаз, рок и рэп. Его хобби — альтернативная медицина, эзотерика. Владеет азербайджанским и русским языками.